# Dermacentor nitens
Dermacentor nitens är en fästingart som beskrevs av Neumann 1897. Dermacentor nitens ingår i släktet Dermacentor och familjen hårda fästingar. Inga underarter finns listade i Catalogue of Life.